# Capitoul
Los capitouls (capitols en occitano) fueron durante la Edad Media y hasta 1789 los consejeros municipales de la ciudad francesa de Toulouse. El establecimiento en el siglo XV del Parlamento de Toulouse que ejercía la administración de justicia en nombre del rey sobre todos los estados del Languedoc redujo sensiblemente su poder, que acabaría por desaparecer, al tiempo que el del propio Parlamento, en el curso de la Revolución francesa.

## Historia
Esta institución data de la época del conde Alfonso Jordán, hijo de Raymond IV. Los consejeros del conde formaban junto a los jueces un concilio llamado el capitolum. Este colectivo se encargaba en los tiempos de las cruzadas de juzgar las causas entre mercaderes. Los miembros del mismo adoptaron con el tiempo el título de capitouls.
En 1147, Alphonse Jourdain redacta los privilegios inherentes al cargo y fija en 24 el número de consuls. En 1188, los capitouls aprovechan la guerra entre Raymond V de Toulouse y los reyes de Inglaterra y Aragón para obtener más autonomía.
A partir de 1190 compran una serie de edificios para convertirlos en su sede. Esta casa comunal (fruto de sucesivas reformas) existe hoy en día con el título de Capitolio de Toulouse.
El 17 de noviembre de 1400 los Capitouls ven de nuevo elevado su número a doce por el rey Charles VI.
En 1438, la ciudad es dividida en ocho distritos o  capitoulats. Los capitouls son elegidos por un año el 25 de noviembre. A partir 1645 es el rey quien nombra los capitouls desde París pese a las reticencias de la ciudad que considera ser la única con derecho a elegir sus magistrados. En 1692 la corona impone que el título de capitoul sea vitalicio pero en 1700 el sistema vuelve a su organización tradicional.
El 14 de septiembre de 1789 marca el fin de la institución, los capitoulats son remplazados por quince distritos y los capitouls suprimidos. Esta nueva asamblea no supondrá sin embargo ningún avance en la democratización de la villa, al componerse principalmente de nobles y burgueses. 

## Loscapitoulats
La ciudad se dividía en ocho capitoulats. Cada capitoul vestía un color en función del barrio que representaba (si bien las togas eran todas rojas y negras, colores que se convirtieron con el tiempo en emblema de la ciudad). La distribución era la siguiente:
- El barrio de la Daurade en verde y blanco,
- El barrio Pierre Saint-Geraud en negro,
- El barrio de Saint-Etienne en violeta,
- El barrio de la Dalbade en encarnado,
- El barrio del Pont-vieux en naranja,
- El barrio de Saint-Sernin en amarillo,
- El barrio de Saint-Pierre des Cuisines en azul,
- El barrio de Saint-Barthélémy en amaranto.

- Datos: Q2937507
- Multimedia: Capitouls / Q2937507